# Real Unión Club de Irún
Real Unión Club de Irún är en spansk fotbollsklubb som kommer ifrån från Irún i provinsen Guipúzcoa i Baskien. Real Unión var en av de klubbarna som grundade den Spanska ligan 1928. 
Säsongen 2009/2010 spelar Real Unión i Spaniens näst högsta liga, Segunda División
- 4 säsonger i La Liga
- 9 säsonger i Segunda División
- 17 säsonger i Segunda División B
- 40 säsonger i Tercera División
- 7 säsonger i Categorías Regionales

## Historia
Klubben grundades 1915 men var då en sammanslagning av Irún Sporting Club och Racing Club de Irún. Irún Sporting Club bildades 1902 som Irún Football-Club och var därmed en av de första klubbarna i Spanien. Real Unión spelar sina hemmamatcher på Stadium Gal som tar 5 000 åskådare.
1920 bidrog klubben med tre spelare (Egiazabel, Vázquez and Arabolaza) i det spanska landslag som för första gången spelade OS för landet.
Klubben, som har fört en dold tillvaro i många år, skapade åter rubriker då man den 11 november 2008 slog ut Real Madrid ur Copa del Rey. Hemmamatchen slutade med seger 3-2 och bortamatchen med förlust 3-4, men Real Unión kvalificerade sig för nästa omgång.
Real Union har fostrat ett antal kända spelare som exempelvis Roberto López Ufarte som gjorde 112 mål på 363 matcher för Real Sociedad mellan 1975 och 1987. Han blev också spansk mästare 1981 och 1982 samt vann Copa del Rey 1987. En målspottare i Spaniens landslag var Julio Antonio Elícegui, som gjorde sex mål på fyra landskamper 1933. Patricio Arabolaza spelade fem landskamper 1920–1921, Rafael Alsúa spelade två landskamper mot Turkiet 1954 (gjorde ett mål i matchen den 6 januari) och Javier Irureta spelade sex landskamper för Spanien mellan 1972 och 1975.
Bland spelare aktiva idag kan det vara värt att nämna Iñaki Descarga som spelar i Legia Warszawa.

## Truppen 2011/2012
Uppdaterad per den 4 juni 2012
| Nr | Land    | Pos | Namn               |
| -- | ------- | --- | ------------------ |
| 1  | Spanien | MV  | Xabier Otermin     |
| 2  | Spanien | F   | Yuri Berchiche     |
| 3  | Spanien | F   | Iker Gabarain      |
| 4  | Spanien | F   | Alejandro Bolaños  |
| 5  | Spanien | F   | Hodei Mendinueta   |
| 6  | Spanien | F   | Jesús María Lacruz |
| 7  | Mexiko  | MF  | Juan Seguro        |
| 8  | Spanien | MF  | Francisco Barranco |
| 9  | Spanien | A   | Marc Sellarés      |
| 10 | Spanien | A   | Gorka Brit         |
| 11 | Spanien | MF  | Iker Alegro        |
| 12 | Spanien | MF  | Mario              |

| Nr | Land      | Pos | Namn           |
| -- | --------- | --- | -------------- |
| 13 | Spanien   | MV  | Iván Cabrero   |
| 15 | Frankrike | MF  | Jules Pardo    |
| 16 | Spanien   | F   | Santi Santos   |
| 17 | Spanien   | MF  | Igor Angulo    |
| 19 | Spanien   | F   | Hugo Álvarez   |
| 20 | Spanien   | MF  | Eneko Romo     |
| 21 | Spanien   | MF  | Chuchi         |
| 22 | Spanien   | MF  | Jagoba Beobide |
| 25 | Spanien   | MF  | David Infante  |
| 26 | Spanien   | MF  | Markel Guevara |
| 34 | Spanien   | MF  | Aiert Ordoñez  |